# Cantones de Guayana Francesa
Los cantones son una antigua división electoral de la región de Guayana Francesa, vigentes hasta 2015.

## Historia
El departamento francés de Guayana Francesa, de la región de su mismo nombre, se componía de 19 cantones, que se repartían por distrito, como sigue:
- Distrito de Cayena[1] (16 cantones - prefectura: Cayena):
Approuague-Kaw

- - Cayena-Centro
  - Cayena-Noreste
  - Cayena-Noroeste
  - Cayena-Sur
  - Cayena-Sureste
  - Cayena-Suroeste
  - Iracoubo
  - Kourou
  - Macouria
  - Matoury
  - Montsinéry-Tonnegrande
  - Rémire-Montjoly
  - Roura
  - San Jorge de Oyapoque
  - Sinnamary

- Distrito de San Lorenzo de Maroni[2] (3 cantones - subprefectura: San Lorenzo de Maroni):
  - Mana
  - Maripasoula
  - San Lorenzo de Maroni

### 2015
A principios del año 2015, en aplicación de la Ley n.º 2011-884, de 27 de julio de 2011, relativa a las colectividades de Guayana Francesa y Martinica, y específicamente de su artículo 8.º, apartado L558-3, se suprimieron los cantones de Guayana Francesa y se crearon ocho circunscripciones electorales conocidas como secciones de comuna:
| Nombre Sección        | Composición                                         | Cantón anterior                                                                              | Distrito              |
| --------------------- | --------------------------------------------------- | -------------------------------------------------------------------------------------------- | --------------------- |
| Alto Maroni           | Apatou, Grand-Santi, Maripasoula, Papaichton y Saül | Maripasoula                                                                                  | San Lorenzo de Maroni |
| Bajo Mana             | Awala-Yalimapo y Mana                               | Mana                                                                                         | San Lorenzo de Maroni |
| Cayena                | Cayena                                              | Cayena-Centro, Cayena-Noreste, Cayena-Noroeste, Cayena-Sur, Cayena-Sureste y Cayena-Suroeste | Cayena                |
| Gran Corona           | Macouria, Montsinéry-Tonnegrande y Roura            | Macouria, Montsinéry-Tonnegrande y Roura                                                     | Cayena                |
| Oyapoque              | Camopi, Ouanary, Régina y San Jorge de Oyapoque     | Approuague-Kaw y San Jorge de Oyapoque                                                       | Cayena                |
| Pequeña Corona        | Matoury y Rémire-Montjoly                           | Matoury y Rémire-Montjoly                                                                    | Cayena                |
| Sabanas               | Iracoubo, Kourou, Saint-Élie y Sinnamary            | Iracoubo, Kourou y Sinnamary                                                                 | Cayena                |
| San Lorenzo de Maroni | San Lorenzo de Maroni                               | San Lorenzo de Maroni                                                                        | San Lorenzo de Maroni |